# Ivan Aleksandrovitch Zagriajski
Ivan Aleksandrovitch Zagriajski (1749 - 19 décembre 1807), est un général russe.

## Biographie
Il est promu major-général en 1786 et lieutenant-général en 1793.

## Sources
- (ru) Cet article est partiellement ou en totalité issu de l’article de Wikipédia en russe intitulé « Загряжский, Иван Александрович » (voir la liste des auteurs).